# Homer

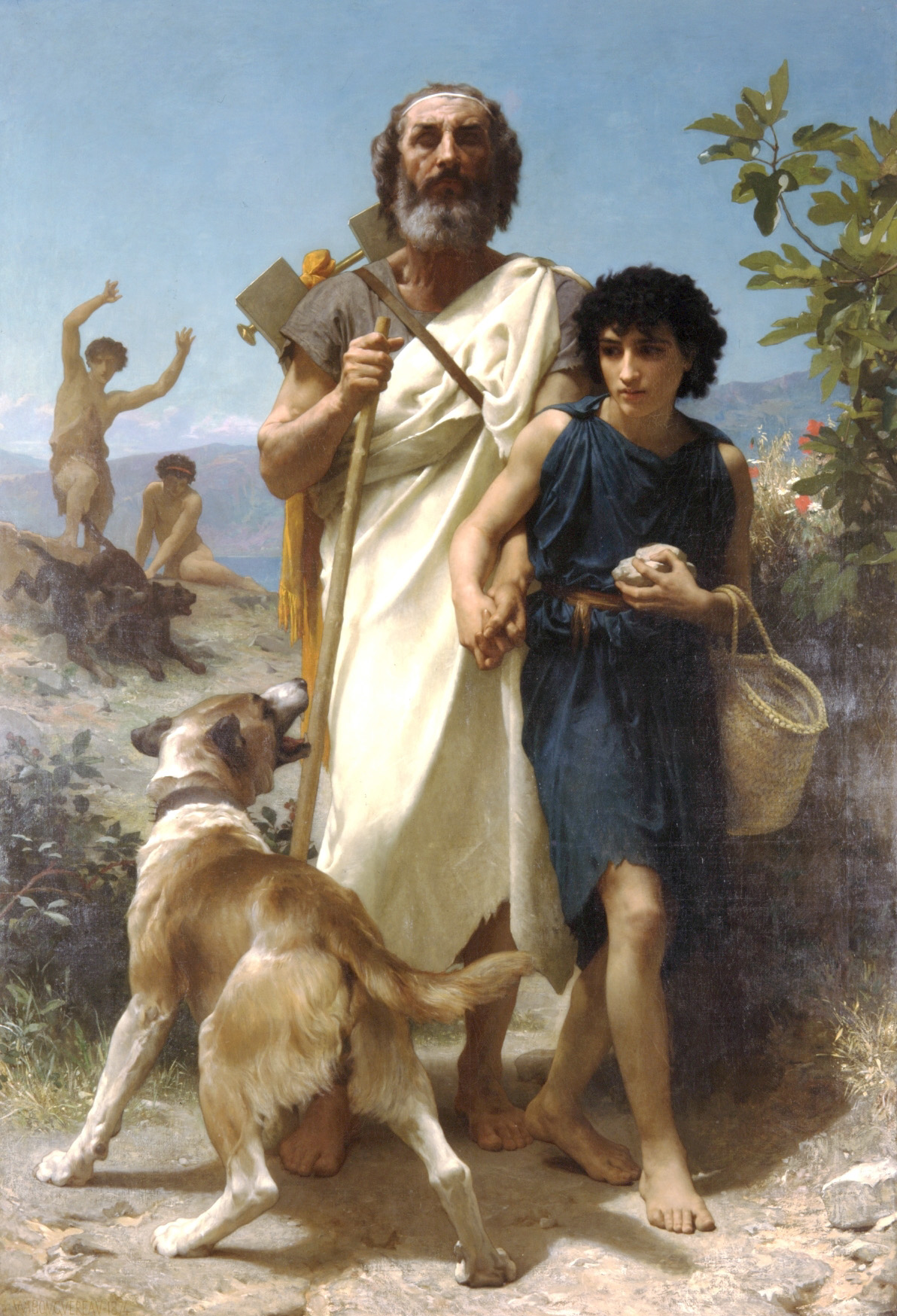
Homer i jego przewodnik – obraz Williama-Adolphe’a Bouguereau z 1874 roku

Homer (stgr. Ὅμηρος, Hómēros, gr. Όμηρος) (VIII wiek p.n.e.) – grecki pieśniarz wędrowny (aojda), epik, śpiewak i recytator (rapsod). Uważa się go za ojca poezji epickiej. Najstarszy znany z imienia europejski poeta, który zapewne przejął dziedzictwo długiej i bogatej tradycji ustnej poezji heroicznej. Do jego dzieł zalicza się eposy: Iliadę i Odyseję. Grecka tradycja widziała w nim również autora zbioru hymnów, tzw. hymnów homeryckich, oraz kilku poematów heroikomicznych – Margites (Głuptak), Kerkopes (Kerkopowie), Epikichlides (Chichotki), Batrachomyomachia (Wojna mysio-żabia). Żaden poeta grecki nie przewyższył sławą Homera. Na wyspach Ios i Chios wzniesiono poświęcone mu świątynie, a w Olimpii i Delfach postawiono jego posągi. Pizystrat wprowadził recytacje homeryckich poematów na Panatenajach.

## Życie i legendy
W starożytności istniał pogląd, iż Homer pierwotnie nazywał się Melesigenes; miał być synem boga rzeki Meles płynącej koło Smyrny i nimfy Kreteis. Świadczy to o randze Homera w świecie greckim, gdyż zawsze wybitnym ludziom przypisywano tam boskie lub półboskie pochodzenie.
Nie zachowały się żadne wiarygodne wiadomości o jego życiu i, jak pisał badacz John Myres, żadne zdanie dotyczące Homera nie jest bezsporne. Niemniej, antyczni Grecy długo nie wątpili w jego istnienie. Prawdopodobnie urodził się w Smyrnie lub na wyspie Chios w Jonii – krainie w Azji Mniejszej, jednak wiele miast greckich ubiegało się o ten honorowy zaszczyt. W sporze o pochodzenie Homera brało udział siedem miast: Argos, Ateny, Chios, Itaka, Kolofon, Pylos, Smyrna. Według legendy Homer był ślepcem. Tezę tę mogą wspierać dwa epizody umieszczone w homeryckich epopejach. W Odysei niewidomy bard Demodokos opiewa bohaterskie czyny, a autor, prawdopodobnie Homer, w Hymnie homeryckim pisze do Apollina:
Pozdrawiam was wszystkie. A o mnie pamiętajcie, gdy przyjdzie jakiś człowiek obcy, co świata doświadczył, i zapyta: Dziewczęta, który jest wam najmilszy z aojdów, co tu przychodzą? Wtedy wszystkie razem odpowiecie: Ślepiec, który mieszka na skalistym Chios – jego pieśni będą zawsze najpiękniejsze (...).
Martin P. Nilsson w pracy Homer and Mycenae podaje, że w wielu regionach w rytualny sposób bardów pozbawiano wzroku, co miało stymulować pamięć. Poza tym imię Homera w niektórych dialektach starożytnej Grecji oznaczało właśnie ślepca.
Focjusz I Wielki przypisywał Homerowi autorstwo Cyprii, zaginionego greckiego eposu traktującego o wojnie trojańskiej. Miałby napisać ją z okazji zaślubin swojej córki ze Stasinusem.

## IliadaiOdyseja
Autorstwo Iliady i Odysei wzbudza do dziś wątpliwości, a problem ten nazwano kwestią homerycką. Z braku wiarygodnych danych o życiu Homera niektórzy badacze wysuwali hipotezę, że Homer nigdy nie istniał. Już w III w. p.n.e. aleksandryjscy krytycy (tzw. chorizontes, czyli „rozdzielacze”) uważali, że oba dzieła miały dwóch różnych autorów. W czasach nowożytnych niemiecki filolog F.A. Wolf w wydanej w 1795 r. książce Prolegomena ad Homerum ogłosił koncepcję zwaną teorią pluralistyczną, według której epopeje te są w istocie zlepkiem pieśni z różnych czasów, połączonych w Atenach w VI w. p.n.e. Po około stu pięćdziesięciu latach dyskusji i sporów zwyciężyła teoria unitarystyczna, zgodnie z którą Homer istniał i był autorem obu poematów, a jego zasługą jest stworzenie wybitnych dzieł w oparciu o wielowiekową tradycję pieśni heroicznych, istniejącą w starożytnej Grecji.
Homer w swych eposach posługiwał się charakterystycznym stylem. Styl homerycki cechuje się obecnością stałych epitetów, porównań homeryckich, wzniosłością (występuje patos), a także występowaniem rozbudowanych realistycznych opisów, powodujących retardację, czyli spowolnienie akcji utworu.

## Imię
Imię Homera w antycznej grece oznaczało zakładnika, człowieka towarzyszącego, zmuszonego do podążania, w niektórych dialektach ślepca.

## Przekłady
Utwory tradycyjnie uważane za dzieła Homera były wielokrotnie przekładane na język polski. Fragmenty Iliady (Monomachia Parisowa z Menelausem) przełożył Jan Kochanowski. Przekładu obu eposów podjął się Jacek Idzi Przybylski. Odyseję przetłumaczył Lucjan Siemieński. Współcześnie tłumaczenie eposu o wojnie trojańskiej wydała Kazimiera Jeżewska.
Bilingwiczną edycję (tekst oryginalny i polskie tłumaczenie) Wojny mysio-żabiej wydał Włodzimierz Appel w 1993 roku, a hymnów homeryckich w 2001. Sześć lat później, w ramach serii Biblioteka Antyczna, autor ten opublikował w ramach jednego tomu zbiór dziewięciu antycznych żywotów Homera oraz tłumaczenia: hymnów homeryckich, Głuptaka, Kerkopów, Chichotek, Wojny mysio-łasiczej (Galeomyomachia) i Wojny mysio-żabiej.

## Upamiętnienie
Wizerunek Homera został umieszczony na greckich monetach obiegowych o nominale 50 drachm bitych z przerwami w latach 1980–2000.